# Jardim da Serra
Jardim da Serra ist eine portugiesische Gemeinde (Freguesia) im Kreis Câmara de Lobos. In ihr leben 2739 Einwohner (Stand 19. April 2021).
Östlich auf dem Gemeindegebiet liegt der Aussichtspunkt Boca dos Namorados.